# Bubutei
Bubutei ist ein Ort am Südende des Maiana-Atolls in den zum Inselstaat Kiribati gehörenden Gilbertinseln im Pazifischen Ozean mit einer Landfläche von 0,94 km². 2020 hatte der Ort 506 Einwohner.

## Geographie
Bubutei liegt am Südende des Haupt-Motus von Maiana. Im Norden schließt sich Raweai an.

## Klima
Das Klima ist tropisch heiß, wird jedoch von ständig wehenden Winden gemäßigt. Ebenso wie die anderen Orte des Maiana-Atolls wird Bubutei gelegentlich von Zyklonen heimgesucht.